# 거스 머큐리오
거스 머큐리오(Gus Mercurio, 1928년 8월 10일 ~ 2010년 12월 7일)는 오스트레일리아의 배우, 권투 선수이다.
밀워키에서 태어났으며 멜버른에서 사망하였다.

## 영화
- 팻시 클라인의 노래 (1997년)
- 위험 지대 (1994년)
- 분노의 바다 (1992년)
- 블루 라군 2 (1991년)
- 크로커다일 던디 2 (1988년) - 프랭크 역
- 캡틴 인빈서블의 귀환 (1983, The Return of Captain Invincible)
- 필사의 반란 (1982년)
- 스노위 맨 (1982년)
- 할리퀸 (1980년)
- 블루 라군 (1980년)
- 지옥의 탈출 (1976년)
- 마피아 결투 (1974년)